# Tosunpınar, Kozluk
Tosunpınar là một xã thuộc huyện Kozluk, tỉnh Batman, Thổ Nhĩ Kỳ. Dân số thời điểm năm 2011 là 559 người.